# Mitchell Gaylord
Mitchell Jay Gaylord, detto Mitch (Van Nuys, 10 marzo 1961), è un ex ginnasta statunitense.

## Palmarès

### Giochi olimpici
- 4 medaglie:
  - 1 oro (Concorso a squadre a Los Angeles 1984)
  - 1 argento (Volteggio a Los Angeles 1984)
  - 2 bronzi (Anelli e Parallele a Los Angeles 1984)